# Tachinus marginellus
Tachinus marginellus es una especie de escarabajo del género Tachinus, familia Staphylinidae. Fue descrita científicamente por Fabricius en 1781.

## Distribución geográfica
Habita en Reino Unido, Suecia, Finlandia, Rusia, Noruega, Alemania, Francia, Austria, Países Bajos, Suiza, Chequia, Italia, Estonia, Luxemburgo, Ucrania, Polonia, Dinamarca, Letonia, Rumania, Eslovaquia, España, Irlanda y Kazajistán.